# 대한민국 국가청렴위원회
국가청렴위원회(國家淸廉委員會, Korea Independent Commission Against Corruption)는 부패방지에 필요한 법령, 제도 등의 개선과 정책의 수립 시행 등을 담당하는 대한민국의 옛 중앙행정기관이다. 2005년 7월 26일 부패방지위원회를 개편하여 발족하였으며 2008년 2월 29일 국민권익위원회로 개편되면서 폐지되었다.

## 설치 근거 및 소관 업무
- 부패방지법 [법률 제7612호, 2005.07.21 일부개정] 제10조[1]

## 연혁
- 2005년 7월 26일 - 부패방지위원회를 폐지하고 국가청렴위원회를 신설.
- 2008년 2월 29일 - 국민고충처리위원회, 행정심판위원회와 통합하여 국민권익위원회를 신설.

## 구성
- 위원은 9인으로 하며, 위원 중 1인은 위원장을 겸임한다.
- 위원장을 포함한 위인 3인은 대통령이 추천, 나머지 3인은 국회가 추천, 남은 3인은 대법원장이 추천하여 대통령이 임명한다.
- 대통령이 춘천한 3인은 상임위원으로 보한다.

## 조직
- 사무처 ( 2005.07 ~ 2008.02 )

## 역대 위원장

### 국가청렴위원회 위원장
| 정부      | 대수 | 이름           | 임기                             | 출신지                     | 출신학교 | 비고 |
| --------- | ---- | -------------- | -------------------------------- | -------------------------- | -------- | --- |
| 참여 정부 | 초대 | 정성진(鄭城鎭) | 2004년 8월 30일 ~ 2007년 8월 8일 | 경북 영천                  | 서울대   | 제주·대구지방검찰청 검사장&대검찰청 총무부장·중앙수사부장&법무부 기획관리실장&법무부 장관&중앙선거관리위원회 위원 |
| 참여 정부 | 2대  | 이종백(李鐘伯) | 2007년 8월 9일 ~ 2008년 2월 29일 | 경남 울산 (현 경남과 분리) | 서울대   | 인천지방검찰청 검사장&서울중앙지방검찰청 검사장&부산·서울고등검찰청 검사장&대통령비서실 사정비서관                |

## 같이 보기
- 염정공서